# Classements annexes du championnat du monde masculin de basket-ball 2010
Voici les top 5 et top 10 dans différents domaines statistiques du Championnat du monde de basket-ball masculin 2010.

## Joueurs

### Meilleurs marqueurs
|    | Nom du Joueur       | Pays             | Pts/Match | Points | Matchs |
| -- | ------------------- | ---------------- | --------- | ------ | ------ |
| 1  | Luis Scola          | Argentine        | 27,1      | 244    | 9      |
| 2  | Kirk Penney         | Nouvelle-Zélande | 24,7      | 148    | 6      |
| 3  | Kevin Durant        | États-Unis       | 22,8      | 205    | 9      |
| 4  | Carlos Delfino      | Argentine        | 20,6      | 185    | 9      |
| 5  | Yi Jianlian         | Chine            | 20,2      | 101    | 5      |
| 6  | Hamed Haddadi       | Iran             | 20,0      | 100    | 5      |
| 7  | Linas Kleiza        | Lituanie         | 19,0      | 171    | 9      |
| 8  | Juan Carlos Navarro | Espagne          | 16,9      | 135    | 8      |
| 9  | José Juan Barea     | Porto Rico       | 16,8      | 84     | 5      |
| 10 | Leandro Barbosa     | Brésil           | 16,2      | 97     | 6      |

### Meilleurs passeurs
|    | Nom du Joueur     | Pays          | Passes/Match | Passes | Matchs |
| -- | ----------------- | ------------- | ------------ | ------ | ------ |
| 1  | Pablo Prigioni    | Argentine     | 6,4          | 58     | 9      |
| 2  | Marcelo Huertas   | Brésil        | 5,8          | 35     | 6      |
| 3  | Miloš Teodosić    | Serbie        | 5,6          | 39     | 7      |
| 4  | Osama Daghles     | Jordanie      | 5,6          | 28     | 5      |
| 5  | José Juan Barea   | Porto Rico    | 5,4          | 27     | 5      |
| 6  | Anton Ponkrachov  | Russie        | 5,1          | 46     | 9      |
| -  | Ricky Rubio       | Espagne       | 5,1          | 46     | 9      |
| 8  | Mouloukou Diabate | Côte d'Ivoire | 4,4          | 22     | 5      |
| 9  | Patrick Mills     | Australie     | 4,2          | 25     | 6      |
| 10 | Goran Dragić      | Slovénie      | 4,1          | 37     | 9      |

### Meilleurs rebondeurs
|   | Nom du joueur  | Pays       | Off. | Def. | Total | Rebonds / match | Matchs |
| - | -------------- | ---------- | ---- | ---- | ----- | --------------- | ------ |
| 1 | Yi Jianlian    | Chine      | 14   | 37   | 51    | 10,2            | 5      |
| 2 | Hamed Haddadi  | Iran       | 17   | 26   | 43    | 8,6             | 5      |
| 3 | Zaid Abbas     | Jordanie   | 22   | 20   | 42    | 8,4             | 5      |
| 4 | Luis Scola     | Argentine  | 25   | 46   | 71    | 7,9             | 9      |
| 5 | Levon Kendall  | Canada     | 8    | 23   | 31    | 7,8             | 5      |
| 6 | Lamar Odom     | États-Unis | 24   | 45   | 69    | 7,9             | 9      |
| 7 | Ersan İlyasova | Turquie    | 16   | 45   | 61    | 7,6             | 8      |
| 8 | Nenad Krstić   | Serbie     | 18   | 27   | 45    | 7,5             | 6      |
| 9 | David Andersen | Australie  | 6    | 31   | 37    | 7,4             | 5      |
| - | Arsalan Kazemi | Iran       | 8    | 29   | 37    | 7,4             | 5      |

### Meilleurs contreurs
|   | Nom du joueur    | Pays          | Contres | Contres / match | Matchs |
| - | ---------------- | ------------- | ------- | --------------- | ------ |
| 1 | Mamadou Lamizana | Côte d'Ivoire | 16      | 3,2             | 5      |
| 2 | Hamed Haddadi    | Iran          | 13      | 2,6             | 5      |
| 3 | Marc Gasol       | Espagne       | 21      | 2,3             | 9      |
| 4 | Joel Anthony     | Canada        | 11      | 2,2             | 5      |
| - | Salah Mejri      | Tunisie       | 11      | 2,2             | 5      |

### Meilleurs intercepteurs
|   | Nom du joueur     | Pays          | Interceptions | Interceptions / match | Matchs |
| - | ----------------- | ------------- | ------------- | --------------------- | ------ |
| 1 | Arsalan Kazemi    | Iran          | 14            | 2,8                   | 5      |
| 2 | Ali Mahmoud       | Liban         | 13            | 2,6                   | 5      |
| 3 | Mouloukou Diabate | Côte d'Ivoire | 12            | 2,4                   | 5      |
| 4 | Sinan Güler       | Turquie       | 17            | 2,1                   | 8      |
| 5 | 6 joueurs         |               |               | 2,0                   |        |